# 阳东区
阳东区是中国广东省阳江市下辖的一个市辖区。2014年10月22日国务院批准撤销阳东县设立阳江市阳东区。區人民政府駐東城鎮德政路1號。
陽東區是五金刀剪產業集羣的製造中心，形成以五金製造、食品、服裝、木器加工等行業為主導的工業體系，有"中國剪刀之都"的美譽。

## 历史
1988年2月成立阳江市，划分为阳西县、阳东区、江城区。
1991年6月22日撤消阳东区，设立阳东县。
2014年10月22日国务院批准撤销阳东县，恢复设立阳东区。

## 行政区划
阳东区下辖11个镇：
东城镇、北惯镇、那龙镇、东平镇、雅韶镇、大沟镇、新洲镇、合山镇、塘坪镇、大八镇、红丰镇、阳江监狱、阳江林场宝山分场、阳江林场田畔分场、阳东原种场、阳东林场和阳江林场东岸分场。

## 人口
根據第七次全国人口普查數據，截至2020年11月1日零時，陽東區常住人口478299人。

## 交通
- 沈海高速、 西部沿海高速、 228国道、 234国道、 325国道过境。
- 陽東站：深湛鐵路

## 特产
大八益智：中国地理标志产品。